# Hazleton (Iowa)
Hazleton é uma cidade localizada no estado americano de Iowa, no Condado de Buchanan.

## Demografia
Segundo o censo americano de 2000, a sua população era de 950 habitantes.
Em 2006, foi estimada uma população de 932, um decréscimo de 18 (-1.9%).

## Geografia
De acordo com o United States Census Bureau tem uma área de
2,0 km², dos quais 1,9 km² cobertos por terra e 0,1 km² cobertos por água. Hazleton localiza-se a aproximadamente 282 m acima do nível do mar.

## Localidades na vizinhança
O diagrama seguinte representa as localidades num raio de 20 km ao redor de Hazleton.